# إل سودوما
إل سودوما (بالإيطالية: Il Sodoma) (عاش 1477 - 14 فبراير 1549) كان الاسم الذي أُطلِق على رسام عصر النهضة الإيطالي جوڤاني أنطونيو باتسي Giovanni Antonio Bazzi.[1] رسم إل سودوما بأسلوب مزج فيه أسلوب النهضة العليا من روما مطلع القرن 16 مع تقاليد المدرسة السيينية الإقليمية؛ وقد أمضى معظم حياته العملية في سيينا، باستثناء فترتين في روما.

## السيرة الذاتية
لم تنجب سيينا فناناً ذاعت شهرته بالخير أو بالشر في جميع أنحاء إيطاليا إلا في أواخر ذلك القرن. وكان الاسم الصحيح لهذا الفنان هو جوڤاني أنطونيو باتسي Giovanni Antonio Bazzi ولكن معاصريه السفهاء بدلوا اسمه إلى سودوما لأنه لم يكن يستحي من التصريح بأنه يشتهي الرجال. وارتضى وهو منشرح الصدر هذا اللقب الذي يستحقه الكثيرون، ولكنهم يعجزون عن الحصول عليه. وكان مولده في ڤرتشلي Vereclli، (1477)، ثم انتقل منها إلى ميلانو، ولعله تعلم فيها التصوير واللواط من لورندسو. وخلع على صورة سيدة بريرا Brera ابتسامة شبيهة بالتي يخلعها دافنتشي على صورة سيداته. وقلد صورة ليدا التي رسمها ليوناردو تقليداً بلغ من الدقة والإحكام أن ظل الناس عدة قرون يظنون إن صورته هي الصورة الأصلية التي رسمها ليوناردو نفسه. وهاجر سودوما إلى سيينا بعد سقوط لدوڤيكو، وأنشأ فيها طرازاً من التصوير خاصاً به، فكان يصور موضوعات مسيحية وهو مغتبط غبطة الفنان الوثني بالأشكال البشرية. ولعله في خلال أقامته الأولى في سيينا قد رسم تلك الصورة القوية صورة المسيح مصلوباً على العمود يوشك أن يجلد، ولكنه مع ذلك سليم الجسم صحيحه. وصور لرهبان مونتي أليفيتو مجيوري Monte Oliveto Maggiore سلسلة من المظلمات روى فيها قصة القديس، بعضها في غير عناية وبعضها ذات جمال مغر إلى حد لم يسع رئيس الدير معه إلا أن يصر على عدم أداء أجر سودوما إلا بعد أن يكسو أجسام الصور العارية حتى لا تفتتن بها عقول من في الدير.
Содома. Снятие с креста. 1510-13. Сиена, Пинакотека.
وأعجب المصرفي أجستينو تشيجي Agestino Chigi بأعمال سودوما حين زار موطنه سيينا ودعاه إلى رومة، حيث وكل إليه البابا يوليوس الثاني أن ينقش إحدى حجرات نقولاس الخامس في قصر الفاتيكان، ولكن سودوما قضى شطراً كبيراً من الوقت يعيش المعيشة التي يمثلها اسمه. حتى اضطر البابا الشيخ إلى طرده، وحل محله رفائيل. ودرس سودوما في فترة من فترات تواضعه طراز الفنان الشاب، وأخذ عنه شيئاً من صقله الناعم ورشاقة تصويره ورقته. ثم أنقذ تشيجي سودوما بأن عهد إليه أن يصور في بيت تشيجي الريفي قصة الإسكندر وركسانا، ولما خلف البابا ليو العاشر يوليوس الثاني بعد قليل من ذلك الوقت استرد سودوما مكانته عند البابا؛ ورسم جوڤاني للبابا المرح صورة لكريديسيا عارية تطعن نفسها وتموت. وكافأه ليو على هذه الصورة مكافأة سخية ومنحه لقب فارس من طبقة المسيح.
ولما عاد سودوما إلى سيينا مثقلاً بهذه الأكاليل، عهد إليه رجال الدين والدنيا كثيراً من الأعمال؛ ومع أنه كان كما يبدو من المشككين في الدين فقد رسم صوراً للعذراء لا تكاد تقل عن صور رفائيل. وكان استشهاد القديس سبستيان من الموضوعات التي تروقه بنوع خاص؛ ولم يفقه أحد قط في تصوير هذا الاستشهاد في قصر بتي Bitti؛ وصور كذلك في كنيسة سان دمينيكو بسينا القديسة كاترين مغمي عليها تصويراً واقعياً وصفه بلدساره Baldassare بأنه لا مثيل له من نوعه. وبينا كان سودوما يقوم بهذه الأعمال جلل سينا بالعار لما كان يقوم به من «أعمال حيوانية» على حد قول ڤاساري.
«لقد كان يحيا حياة الفسق والفجور، إذ كان على الدوام يحيط نفسه بالغلمان والشبان المرد ويفتتن بهم إلى حد الجنون، فقد أطلق عليه اسم سودوما، ولم يكن يخجل قط من هذا العمل، بل كان يفخر به، ويقرض فيه الشعر، ويتغنى به على العود. وكان مولعاً بأن يملأ بيته بجميع أنواع الحيوانات العجيبة: كالغريراء، والسناجب، والقردة، والفهود، والحمر القزمة، وخيول السباق المغربية، وأمهار إلبا، وغربان الزرع، والعزيراء حيوان حفار في حجم الثعلب تطارده الكلاب، والبنطم، والبنطم نوع من الدجاج المنزلي يمتاز بالشجاعة ويقال إن اسمه مشتق من بنطم بجزيرة جاوة. (المترجم)، واليمام وأمثالها من المخلوقات... وكان لديه فضلاً عن هذه غراب أسود أجاد تعليمه النطق حتى كان يحاكي صوته، وخاصة حين يجيب طارق الباب. وكثيراً ما كان الطارقون يظنون أن صاحبه هو الذي يجيبهم. وكانت الحيوانات الأخرى أليفة مروضة تلتف حوله على الدوام، وتلعب وتقفز قفزاتها العجيبة، حتى كان بيته سفينة نوح بحق»(7).
وتزوج بامرأة من أسرة طيبة، ولكنها فارقته بعد أن ولدت له طفلاً واحداً؛ وبعد أن قضى في سيينا مدة من الزمن خسر فيها إيراده وما لقيه من ترحاب، غادرها إلى فلتيرا، ثم إلى پيزا ولوكا، (1541- 1542) للبحث عن أنصار جدد. ولما تخلى عن هؤلاء أيضاً، عاد إلى سيينا، واشترك في فقره مع حيواناته، ومات في الثانية والسبعين من عمره بعد أن أنجز في الفن كل ما تستطيع أن تنجزه اليد الصناع دون أن تكون لها روح عميقة ترشدها.

## روابط خارجية
- إل سودوما على موقع الموسوعة البريطانية (الإنجليزية)
- إل سودوما على موقع ميوزك برينز (الإنجليزية)
- إل سودوما على موقع ديسكوغز (الإنجليزية)